# Дмитрук Таїсія Наумівна
Дмитрук Таїсія Наумівна (нар. 3 квітня 1921, Гомель, Білорусь — †26 червня 1996, Київ, Україна) — радянський, український редактор, сценарист. Нагороджена медалями, значком «Отличник кинематографии СССР».

## Біографія
Народилася 1921 р. у м. Гомель в Білорусі.
Закінчила філологічний факультет Київського державного університету ім. Т. Г. Шевченка (1947).
Працювала на кіностудії «Союзмультфільм», секретарем кінокомісії Спілки письменників України.
З 1954 р. була головним редактором Творчого об'єднання студії «Київнаукфільм».
Мати сценариста Андрія Дмитрука.
Була членом Спілки кінематографістів України.

## Фільмографія
Автор сценаріїв фільмів:
- «Розповідь колоска» (1962),
- «Кружка молока» (1963),
- «Поруч з Леніним» (1969),
- «Засоби вимірювань у технічному машинобудуванні» (1970),
- «Ритм задано світові» (1970. Приз і Друга премія Всесоюзного кінофестивалю, Тбілісі, 1970),
- «Із глибин душі» (1971),
- «Композитор Ревуцький» (1974),
- «Іван Семенович Козловський» (1978),
- «Київ. Відкриваючи загадки історії» (1979),
- «З часів Марії Оранти Київської» (1980),
- «Північні візерунки» (1981),
- «Дике поле. Фільм 4» в документальному циклі «Невідома Україна. Золоте стремено» (1993),
- «Південний фронтир. Фільм 63» в документальному циклі «Невідома Україна. Нариси нашої історії» (1993) та ін.

Редактор мультфільмів:
- «Веснянка» (1961, мультфільм)
- «Пригоди Перця» (1961, мультфільм),
- «Пушок і Дружок» (1962, мультфільм),
- «Супутниця королеви» (1962, мультфільм),
- «Де ти, Блакитна Попелюшко?..»/(рос.)«Где ты, Голубая Золушка?..» (1971, к/м фільм/мультфільм; реж. В. Хмельницький)